# Valkijärvi
Valkijärvi är en sjö i Finland. Den ligger i kommunen Kangasala i landskapet Birkaland, i den södra delen av landet, 170 km norr om huvudstaden Helsingfors. Valkijärvi ligger 168 meter över havet. Arean är 5,9 hektar och strandlinjen är 1,41 kilometer lång. Sjön  ingår i Kumo älvs huvudavrinningsområde.   I omgivningarna runt Valkijärvi växer i huvudsak blandskog.